# Falcão II
Falcão II era um faraó do Antigo Egito, que reinou em data desconhecida em algum ponto entre o fim de Nacada IIc e início de Nacada IIIa (3500–3220/3200 a.C.). Seu sereque talvez aparece na Paleta Líbia junto doutros. Em sua reconstrução, Günter Dreyer estipulou que reinou após outro rei cujo nome não sobreviveu, o suposto sucessor de Mim, e antes de Leão. Falcão, e os demais, são historiograficamente agrupados na dinastia 00.